# Михальчик Юлія Сергіївна
Юлія Сергіївна Михальчик (нар.. 2 лютого 1985, Сланці, Ленінградська область, РРФСР) — російська поп-співачка, композиторка і авторка пісень.

## Походження та навчання
Закінчила музичну школу по класу фортепіано. З шести років виходила на сцену, виконуючи пісню «Кис-кис-мяу! Вот и вся музы́ка!». З 1996 року брала участь у дитячому шоу «Саманта» і в «Хорі радіо і телебачення 5-го каналу Санкт-Петербурга».
Кілька разів ставала лауреатом різноманітних міжнародних музичних конкурсів: у 1999 році — «Дзвінкі голоси»; у 2000 році — конкурсу «Бурштинова зірка» в Юрмалі: у 2001 році конкурсу «Молодий Петербург», конкурсу «Голоси світу» і Санкт-Петербурзького конкурсу «Кумири XXI століття» (Гран-прі). З 2002 року стала працювати солісткою в Санкт-Петербурзькому проекті «KORONE», з яким були записані пісні «Це не любов», «Нічний блюз», «Сині очі» та інші.
Закінчила загальноосвітню школу в 2002 році (срібна медаль). Навчалася в Санкт-Петербурзькому гуманітарному університеті профспілок за спеціальністю «Зв'язки з громадськістю», будучи студенткою першого курсу працювала ведучою «Молодіжного телеканалу» на ТНТ. Заради того, щоб брати участь в телевізійному проекті Першого каналу «Фабрика Зірок-3», довелося піти з університету. За твердженням самої в ефірі Comedy Radio від 23 червня 2013 року, СПДУП не дав їй можливість тимчасово перервати навчання, використав цю ситуацію, щоб показати свою принципову позицію. Пізніше закінчила Російський державний гуманітарний університет (РДГУ) за спеціальністю PR.

## Творчість

### 2005—2008 роки: перші успіхи
Перший успіх прийшов після виконання на «фабриці» таких пісень, як «Питер», «Птица», «Голоса», «Ветер» («Боле Сих Любы»), «La Mia Anima» та інші.
Брала участь в концертному шоу «Аль Бано і його леді» в лютому 2005 року в Державному Кремлівському Палаці, що транслювалося на Першому каналі, виконуючи два дуети з Аль Бано «Che Sara» и «Свадьба» (з репертуару [[Мусліма Магомаєва). Виступала в дуеті з Рікардо Фольї з піснею «Незабудка» в концертній програмі «Мелодії і ритми зарубіжної естради по-російськи 2», яка також транслюється на Першому каналі. Музика пісні «Лебедь белая» на слова Ольги Коротнікової (Ольги Віор), що увійшла до першого альбому, була написана самою Юлею.
 «Композиція відразу потрапила до головного хіт-параду Росії „Золотий грамофон“, а потім і до його телевізійної версії».— Русское радио
У серпні 2005 року у Юлі вийшов відеокліп на цю пісню, знятий московським режисером Максимом Рожковим.
На 6-й церемонії нагородження найкращих російських виконавців премією «Російського Радіо Санкт-Петербург» 20 листопада 2005 року була удостоєна народної премії «Золотий грамофон» за пісню «До свидания, Питер», автори А. Яковель і О. Коротнікова (О. Віор).
Дебютний альбом «Если придёт зима» був випущений 9 лютого 2006 року компанією «Союз» і зайняв третє місце в голосуванні за «Найкращий поп-альбом 2006 року», отримавши 110 087 голосів, що склало 25 % від усіх, хто проголосував.
На 2-му всеросійському фестивалі молодих виконавців «П'ять зірок», який відбувся у вересні 2006 року в Сочі і показаному на Першому каналі, Юля виборола Гран-прі. У тому ж році для фільму «Там, де живе любов» (режисер Володимир Шевельков) була записана однойменна пісня.
У складі дуету з переможцем «Сан-Ремо 1994» Алеандро Бальді на сцені спорткомплексу «Олімпійський» Юля заспівала дві пісні «Лебедь белая» і Non Amarmi у концертній програмі «Ретро FM у Сан-Ремо» у березні 2007 року. Ця концертна програма 16 лютого 2013 року транслювалася Першим каналом.
Свій другий альбом «Косы» був представлений публіці 6 грудня 2007 року в рамках шоу Любові Воропаєвої «Золота персона», що проходив в Golden Palace. Вихід альбому супроводжувався розгромними рецензіями в пресі Гуру Кена і Миколи Фандєєва.
У 2008 році брала участь у Всеросійському відборі на конкурс «Євробачення 2008», де заспівала англійську версію композиції «Холодними пальцями» — Cold Fingers, з якою пройшла у фінальну частину.

### 2009—2012 роки: досвід інтернет-альбому
Пісні на музику Євгена Крилатова «Не бойся полюбить» поета Є. Євтушенко і «Где ты мама» І. Рєзніка були записані навесні 2009 року для шістнадцятисерійного фільму режисера Сергій Никоненко, «Аннушка».
Зіграла роль Шарлотти в рок-опері «Парфумер», поставленої в 2009 році за романом Патріка Зюскінда.
Пісня у виконанні дуету Ю. Михальчик та Є. Анегіна — «О любви», на музику А. Луньова і вірші Лари д'Еліа, була презентована 16 лютого 2010 року в клубі «Метрополь», де Юля також виконала пісню власного твору «Ты не бойся».
Брала участь у концерті «Аль Бано і його леді. Частина друга», що відбувся в державному кремлівському палаці 12 і 13 березня 2010 року і демонструвався на Першому каналі, де заспівала Aria Pura і «Весілля» в дуеті з Аль Бано.
Відеокліп режисера Іллі Стюарта на пісню «Ты не бойся» був закінчений 20 липня 2010 року.
Нова пісня «Долюшка» (Павло Тарасенко — Світлана Тарасенко) побачила світ навесні 2011 року, а наприкінці літа була презентована ще одна авторська пісня Юлії Михальчик — «Свеча».
Інтернет-альбом пісень у стилі ретро, записаний ще в 2008 році, був випущений тільки восени 2011 року. У грудні вийшла нова композиція «Матушка-река» на музику Д. Мосс і вірші Л. Лерокс, яка згодом стала саундтреком до фільму «Серце не камінь» режисера Дмитра Сорокіна, що вийшов у 2012 році . Відеокліп режисера Євгена Папковича та оператора Віталія Єршова на пісню «Матушка-река» знімався в тій же місцевості, що і серіал.
У квітні 2012 року режисером Алексом Хамраєвим було закінчено створення кліпу «Одна свеча».

### 2013— дотепер
У 2013 році було записано спеціально для багатосерійного фільму про долю та творчість Валентини Толкунової 10 пісень.
23 червня 2013 року в ефірі Comedy Radio повідомила про плани знову приступити до творчої діяльності.
У 2019 році поп-виконавиця Юлія Михальчик подала документи для участі у виборах муніципальних депутатів Санкт-Петербурга округу «Сергієвське». 34-річна співачка йшла самовисуванкою.
У документах, зданих до місцевої виборчої комісії, Михальчик вказала, що народилася з Ленінградській області, але живе в Москві. Як основне місце роботи вона вказала «ІП Михальчик Ю. С.»
27 травня вона виступала на Дні міста Петербурга в БК Ленсовєта", 12 червня — брала участь у великому святковому концерті на Красній площі.
29 серпня 2019 року в день закриття Міжнародного конкурсу молодих виконавців «Нова Хвиля 2019» у Сочі відбулася прем'єра нової роботи Юлії Михальчик «Снова и снова». Співачка представила публіці дуже актуальний, пластичний і технічно складний номер, який спеціально готувався для виступу на «Новій Хвилі». Ця робота співачки — міжнародний проект, в якому взяли участь знамениті британські композитори і продюсери: Ед Дрюїтт (Ed Drewett) і Ендрю Джексон (Andrew Jackson) відомі своїми роботами з Оллі Мерсом (Olly Murs), Крейгом Девідом (Craig David), групами Ван Дірекшен (One Direction) і Пінк Флойд (Pink Floyd). Результат їх спільної роботи з Михайлом Гуцерієвим тонко підкреслює свіжий, зухвалий і ефектний образ співачки.

## Особисте життя
На проекті «Фабрика зірка — 3» у співачки був роман із продюсером і композитором Олександром Шульгіним. На фінальному шоу Шульгін зробив Юлії «пропозицію руки». Весіллям ці відносини не закінчилися.
Чоловік — бізнесмен Володимир Гоєв, познайомилася в 2009 році, а в 2011 році оформили свої стосунки шлюбом. Навесні 2016 року розлучилися.
Син Олександр (нар.. березень 2013).

## Дискографія
- 2006 — «Если придёт зима…»[30][31]

1. «Ангел» (А. Яковель — Н. Павлова)
2. «Такси» (А. Лунев — О. Коротнікова)
3. «Лебедь белая» (Ю. Михальчик — О. Коротнікова)
4. «Маме» (муз. та сл. Ю. Михальчик)
5. «Это просто» (муз. та сл. А. Гаврилов)
6. «Со льдом» (А. Кнауэр — Ю. Волєв)
7. «С тобой» (муз. та сл. Ю. Михальчик)
8. «Зима» (муз. та сл. К. Кокорін)
9. «До свидания, Питер» (А. Яковель — О. Коротнікова)

Бонус-треки:
1. «Люби его» (acoustic version) (муз. та сл. Ю. Михальчик)
2. «Такси» (bandoleon mix)

- 2007 — «Косы»

1. «Молитва» (муз. та сл. Ю. Михальчик)
2. «Быстрей» (Ю. Михальчик — О. Коротнікова)
3. «Косы» (муз. та сл. А.Яковель)
4. «Верую» (Ю. Михальчик — О. Коротнікова)
5. «Это не любовь» (С. Кокая — Г. Витке)
6. «К сердцу прижму» (муз. та сл. О.Попков)
7. «Мне снилось» (С. Кокая — К. Старліт)
8. «Холодными пальцами» (муз. та сл. Н. Павлова)
9. «Разве не было любви» (С. Кокая — О. Коротнікова)

Бонус-треки:
1. «С тобой» (ремікс) (муз. та сл. Ю. Михальчик)
2. «Первое свидание» (ремікс) (С. Кокая — сл. О. Коротнікова)

- 2010 — «Ретро-хиты»[32]

1. «Один раз в год» (слова: М. Рябінін — музика: В. Шаїнський)
2. «Белая черёмуха» (музика: В. Добринін — слова: О. Жигарьов)
3. «До свиданья, милый» (слова: Ольга Коротнікова — музика: Тото Кутуньо)
4. «Эхо любви» (слова: Є. Птичкін — музика: Р. Рождественський)
5. «Раздумье» (слова: І. Шаферан — музика: П. Аєдоницький)
6. «Весна» (слова: В. Міляєв — музика: В. Міляєв)
7. «Случайность» (слова: неизв.автор — музика: Бюль-Бюль Огли)
8. «Красно солнышко» (слова: І. Шаферан — музика: П. Аєдоницький)
9. «Лебединая верность» (слова: А. Дементьєв — музика: Є. Мартинов)
10. «Лесной олень» (слова: Ю. Энтин — музика: Є. Крилатов)
11. «А он мне нравится» (слова: В. Шаїнський — музика: О. Жигарьов)

Бонус-трек:
12. «Аве мария» (музика Володимира Вавілова)

## Кліпи
- 2004 — «Со льдом» (режисер — Володимир Шевельков)
- 2005 — «Лебедь белая» (режисер — Максим Рожков, оператор — Е. Мошкович)
- 2010 — «Ты не бойся» (режисер — Ілля Стюарт, оператор-постановщик — Мурад Осман)
- 2012 — «Одна свеча» (режисер — Алекс Хамраєв)
- 2012 — «Матушка-река» (режисер — Євгеній Папкович)
- 2018 — «Девушка простая» (режисер — Рустам Романов)
- 2019 — «Снова и снова» (режисер — Рустам Романов)

## Нагороди
- 1999 — лауреат міжнародного конкурсу «Дзвінкі голоси» в місті Виборзі
- 2000 — лауреат міжнародного конкурсу «Бурштинова зірка» у місті Юрмала
- 2001 — лауреат конкурсу «Молодий Петербург» в Санкт-Петербурзі
- 2001 — лауреат міжнародного фестивалю «Ширше Коло» в місті Нарва
- 2001 — гран-прі конкурсу «Кумири XXI століття» в Санкт-Петербурзі
- 2003 — третє місце у телепроєкті Першого каналу «Фабрика Зірок»
- 2005 — премія «Золотий грамофон» за пісню «До свидания, Питер»[33]
- 2006 — гран-прі фестивалю молодих виконавців «Пять звёзд»[1]
- 2012 — премія "Звезда «Дорожного радио»[34]
- 2018 — премія «Пісня Року» за пісню «Девушка простая»
- 2019 — премія «Пісня Року» за пісню «Снова и снова»
- 2019 — премію «Шансон року» за пісню «Девушка простая»
- 2020 — премію «Шансон року» за пісню «Снова и снова»